# Epigynopteryx immaculata
Epigynopteryx immaculata là một loài bướm đêm trong họ Geometridae.